# Záhuba rodu Přemyslovského
Záhuba rodu Přemyslovského, později častěji jako Záhuba rodu Přemyslovců, je tragédie ve čtyřech jednáních Ferdinanda Břetislava Mikovce uvedené poprvé v lednu 1848 a vydané v roce 1851.

## Autor a dramatická tvorba
Ferdinand Břetislav Mikovec byl historik a starožitník. Literární činnosti se začal věnoval ve 40. letech 19. století v souvislosti se zapojením do vlasteneckého hnutí. Věnoval se též divadelní kritice a popularizaci díla Williama Shakespeara. Zřejmě kvůli obeznámenosti s kvalitními díly evropského dramatu a přísná autocenzura způsobily, že Mikovec napsal pouze jedno autorské drama, a to ve svých 21 letech. Později sepsaná tragédie Dimitr Ivánovič byla vlastně dokončením nedokončeného díla Friedricha Schillera (právě tento Mikovcův text posloužil Marii Červinkové-Riegrové jako předloha pro libreto k opeře Dimitrij Antonína Dvořáka).

## Obsah
Námět pro tragédii čerpal autor v historicky nevysvětlené vraždě posledního Přemyslovce Václava III. v Olomouci. Vrahem udělal Mikovec smyšleného potomka domněle vyvražděného rodu Vršovců Přecha z Koldic, dobrodružného rytíře z Polska. Mezi další nepřátelé panovníka, jehož demokratické zásady slibovaly národu šťastné časy, zařadil autor i s ohledem na současnou politickou situaci v Rakouském císařství jak Kunráda z Pottenšteina, Němce, který Čechy považoval za dobytou německou provincii, a církevního hodnostáře johanitu Bavora Strakonického.
V prvním dějství jsou na pozadí sňatku Anny Přemyslovny s Jindřichem Korutanským dozvídáme o věštbě pomsty Vršovců na Přemyslovcích. Václav III., který dosáhl papežského odloučení od Violy Těšínské, se dvoří Jarmile, dceři rytíře Přecha. Když se ten dozvídá od Pottenšteina identitu nápadníka, vyhání ho, aby nemusel pohanu svého rodu pomstít krví. Šlechtici, kterým vadí králův cit pro spravedlnost, začnou uvažovat o královraždě.
Ve druhém dějství Pottenštein ve snaze získat Jarmilu pro sebe, osnuje plán na její únos. Únosce ale vyslechne král v přestrojení král Václav a Jarmilu zachrání. Před Přechem ovšem Pottenštein svalí vinu na krále a to Vršovce utvrdí v nenávisti a touze po pomstě.
Ve třetím dějství král na Vyšehradě uděluje statky kronikáři Dalimilovi i svému důvěrníku Pottenšteinovi, kterému dosud věří. Nicméně tomu se při pasování na rytíře sveze z hlavy helmice a král dle šrámů pozná Jarmilina únosce. Král se chystá na výpravu do Polska, kterou si nenechá rozmluvit ani od zbraslavského opata Kunráda, Jarmily ani od odmítnuté Violy. Kunrád po jeho odchodu věští zánik přemyslovského rodu.
Ve čtvrtém dějství si královi nepřátelé házejí kostkami, kdo bude vraždit, Přechovi a Pottenšteinovi padají stále stejné hodnoty, a tak se rozhodnou vraždit společně. Jejich plán vyslechne v přestrojení Jarmila, je však odhalena a donucena k přísaze, že je neprozradí. Jarmila ovšem jedná na vlastní pěst. Krále v hodovní síni uspí vínem s uspávacím práškem a oblékne se do jeho svršků. Stane se tak obětí vlastního otce, který po odhalení pravdy obrátí meč proti sobě a ostatní dobíjejí za oponou spícího krále. Truchlohru uzavírá epilog kronikáře Dalimila.

## Inscenace a knižní vydání
Hra byla poprvé inscenována 9. ledna 1848 ve Stavovském divadle. Do hlediště se dostavila především umělecká omladina, především členové skupiny Repeal (Karel Sabina, Josef Václav Frič, Vincenc Vávra-Haštalský, Jan Slavibor Liblínský, Jan Erazim Sojka ad.), k níž se hlásil i sám Mikovec. Přišli ovšem i němečtí demokraté, např. Uffo Horn, Motitz Hartmann, Karl Egon Ebert, Alfred Meissner ad. Z herců vynikl Josef Jiří Kolár v roli Václav III., Josef Vilém Grabinger v roli Kunráda Zbraslavského, Josef Chauer v roli Přecha, Josef Kajetán Tyl v roli Bavora Strakonického i ochotnická herečka slečna Friesová jako Jarmila. Hra měla veliký úspěch, autor se musel osmkrát ukázat. Ve hře zazněla píseň Ha ty naše slunce skladatele Hanslíka v podání zpěváka Karla Strakatého.
30. ledna 1848 se konala první repríza, která měla stejný úspěch jako premiéra. Zazněla v ní píseň Hynek z Dubé mlatem přílby koval od J. Balandy(?). Sl. Friesovou v roli Jarmily nahradila Anna Kolárová-Manětínská.
Hra byla vydána v roce 1851. Uvádí se, že další reprízy se konaly 18. února 1849, 7. února 1950 a (v areně) 11. září 1850. V roce 1853 byla cenzurou zakázána pro své zaměření proti Němcům a šlechtě, byla ovšem ještě uváděna v 60. letech 19. století i později, naposledy v roce 1922 v Národním divadle.